# Hillary Clinton
Hillary Diane Rodham Clinton (født 26. oktober 1947) er en amerikanske politiker, som var USA's udenrigsminister fra 2009 til 2013 og senator for staten New York fra 2001 til 2009. Hun er gift med USA's 42. præsident Bill Clinton og var USA's førstedame fra 1993 til 2001. I 2016 tabte hun det amerikanske præsidentvalg til USA's 45. præsident Donald Trump.  
Hillary Clinton er født i Chicago, Illinois. Hun har en bachelorgrad i statskundskab fra Wellesley College i Massachusetts fra 1969 og en kandidatgrad i jura fra Yale University fra 1973. Her mødte hun Bill Clinton, som hun giftede sig med i 1975. Hillary Clinton er den første præsidenthustru med en kandidatgrad. Som førstedame var hun meget politisk involveret og stod bl.a. bag sundhedsreformen Clinton health care plan i 1993.
Den 7. november 2000 blev hun valgt som senator for staten New York. Hun stillede op for det Demokratiske Parti og vandt over det republikanske kongresmedlem Rick Lazio i en af de dyreste valgkampe i amerikansk historie. Hillary Clinton er den første præsidenthustru, der er blevet valgt til et offentligt embede.
I 2008 forsøgte hun at blive det Demokratiske Partis præsidentkandidat, men blev slået af Barack Obama. Hun blev efterfølgende udenrigsminister (Secretary of State) i Barack Obamas regering.
I 2016 blev hun nomineret til præsidentkandidat for det Demokratiske Parti. Hun er den første kvindelige præsidentkandidat for et af de to store partier i landets historie. Hun tabte valget til Donald Trump, selvom hun modtog flest vælgerstemmer. Med 65 millioner stemmer fik hun tredjeflest stemmer nogensinde i historien, kun overgået af Barack Obamas to sejre i 2008 og 2012. Dette er senere overgået af Joe Biden og Donald Trump, der fik henholdsvis 81 og 74 millioner stemmer ved præsidentvalget i USA 2020.

## Præsidentvalget 2008
Hillary Clinton var en af det Demokratiske Partis kandidater til præsidentvalget i 2008, efter at hun i januar 2007 oprettede en "presidential exploratory committee". Men hun meddelte først sin opstilling 20. januar 2007. Hun var den første kvinde, som blev nomineret som præsidentkandidat af et af de to største partier i USA, og  hun ville så blive  landets første kvindelige præsident. Efter de sidste primærvalg 3. juni 2008 kunne hendes hovedmodstander, Barack Obama, imidlertid erklære sig som partiets kandidat med mere end halvdelen af de delegerede.

### Primærvalgene
Alle meningsmålinger i det meste af 2007 pegede på Clinton som den klart foretrukne demokratiske præsidentkandidat. Hendes nærmeste rivaler var Barack Obama og John Edwards. Efter nogle debatmøder i årets slutning mellem alle partiets kandidater svandt hendes forspring imidlertid. Ved det første primærvalg, et caucus i Iowa 3. januar 2008, fik hun overraskende færre stemmer end Obama og Edwards, men genvandt sin position ved primærvalget i New Hampshire 8. januar 2008. Op til primærvalget i den første sydstat, South Carolina, bragte Bill Clinton og andre af Hillary Clintons støtter raceaspektet ind i valgkampen, bl.a. ved at fremhæve, at Martin Luther Kings idealisme kun blev realiseret takket være præsident Lyndon B. Johnson. Det kan have medvirket til en begyndende polarisering i partiet, som i den overvejende sorte South Carolina gav Obama 55% af de demokratiske stemmer mod 27% til Clinton.
Edwards trak sig ud af kampen før den såkaldte Super Duper Tuesday 5. februar. Her vandt Obama de fleste stater, men da Clinton vandt de største, Californien, New York og New Jersey, fik de næsten lige mange delegerede ud af det.
Billedet ændrede sig for en tid i Clintons disfavør, da Obama vandt de næste 12 stater i træk. Med sejre i Rhode Island og Texas genvandt hun dog noget af det tabte. Hendes kampagnestab bragte nu Michigan og Floridas særlige status ind i diskussionen. De to staters primærvalg var af DNC, partiets øverste myndighed, erklæret ugyldige, da de to stater, trods trusler om sanktioner, havde rykket deres valg frem. Obama og Clinton støttede begge oprindeligt sanktionerne, som indebar, at de to stater ingen indflydelse ville få på den endelige afgørelse. Clinton-lejren skiftede mening, hvilket kunne give hende de fleste af de to staters delegerede. Den 1. juni 2008 blev der gennemført et kompromis, som betød, at Florida og Michigan hver kun ville tælle med 50 %, hvilket medvirkede til, at Obama efter de sidste primærvalg i South Dakota og Montana den 3. juni 2008 kunne erklære sig som vinder og dermed Demokraternes præsidentkandidat.
I marts måtte en af Clintons nærmeste støtter, Geraldine Ferraro, som havde været Walter Mondales vicepræsidentkandidat i 1984 træde tilbage efter at have antydet, at Obama kunne tilskrive hudfarven sin position.[kilde mangler]

## Barack Obamas første regeringsperiode
Den 1. december 2008 offentliggjorde den nyvalgte amerikanske præsident Barack Obama, hvad mange havde forventet, nemlig at Hillary Clinton vil få posten som udenrigsminister.  Et af de punkter, Obama påpegede i udnævnelsen af Clinton, var, at hun "om nogen kunne reetablere relationerne fra USA til resten af verden".

## Præsidentvalget 2016
Hillary Clinton offentliggjorde den 12. april 2015, at hun stiller op som kandidat for Demokraterne til præsidentvalget i 2016. Hun begyndte allerede sin valgkamp til primærvalgene den 14. april 2015.[kilde mangler]
Den 23. juli 2016 meddelte Clinton via Twitter, at valget som vicepræsidentkandidat faldt på Tim Kaine, senator og tidligere guvernør for delstaten Virginia.
Den 26. juli 2016 blev hun valgt på konventet som Demokraternes præsidentkandidat. Ved præsidentvalget den 8. november 2016 fik hun flest af de afgivne stemmer, men hendes hovedmodstander i valget Donald Trump opnåede ved valget et flertal af delstaternes valgmænd, hvorefter han blev USA's 45. præsident. 

## Bøger af Hillary Clinton
Hillary Clinton har udgivet flere bøger, bl.a. It Takes a Village (1996), selvbiografien Living History (da. Levende Historie) (2003) og Hard Choices 2014 om hendes tid som udenrigsminister.
i 2017 udgav hun sin tredje memoir What Happened om præsidentvalget i 2016.